# Raoul Kouakou
Raoul Kouakou (født 3. januar 1980) er en tidligere fodboldspiller fra Elfenbenskysten. Han stoppede sin karriere i 2007 efter en alvorlig knæskade.

## Klubber i Norden

### Sogndal IL
Da han skiftede til norsk fodbold og Sogndal IL som 22-årig blev det med god succes, men også mange røde kort. Den norske presse gav ham kælenavnet "Røde Raoul" på grund af samme.

### Malmö FF
I august 2005 skiftede han til han til den svenske klub Malmö FF på en kontrakt gældende til 2010. Det blev aldrig til den store succes i den skånske, og efter ét år og kun 6 kampe prøvede han lykken som lejesvend i Viborg FF. Efter 6 måneder i Viborg kommer han tilbage, og er i klubben i et halvt år uden førsteholdskampe. Sommeren 2007 skifter han til den norske klub Sandefjord Fotball.

### Viborg FF
"Røde Raoul" nåede også forbi Danmark og Viborg FF i hans karriere, da han indgik en lejekontrakt med midtjyderne gældende efteråret 2006. Viborgs tilhængere var hurtige til at døbe ham Gøgen på grund af den lokale udtale af hans efternavn. Det var dog ikke røde kort han blev kendt for i Superligaen. Det var derimod hans debut mod Randers FC, hvor han 2 minutter efter han kommer på banen scorede et flot mål på saksespark
, og dermed sikrede sejren på 3-1.
Tiden i Viborg var ikke det hvad parterne havde håbet på. Det blev kun til 8 kampe i den grønne trøje, de fleste som indskifter. Så da leje perioden udløb i december 2006 flyttede Kouakou efter eget ønske tilbage til Malmö FF.

### Sandefjord
Den høje forsvarsspiller kommer aldrig i kamp for Sandefjord Fotball efter at han igen kom til norsk fodbold. Kort tid efter sin tiltræden i sommeren 2007 får han en alvorlig knæskade. Skaden var så alvorlig at han er tvunget til at indstille sin karriere. Sandefjord beskyldte efterfølgende Malmö FF for at holde oplysninger om Raoul's knæ tilbage, hvilket klubben afviste.

## Referecer
- Raoul Kouakous spillerprofil på Transfermarkt (engelsk)
- Raoul Kouakous spillerprofil på national-football-teams.com (engelsk)
- Raoul Kouakous profil hos FootballDatabase.eu (engelsk)

1. ↑  Viborg tester Røde Raoul BOLD.dk, 11. juli 2006
2. ↑  Jeg er kommet for at spille (Webside ikke længere tilgængelig) Viborg FF, 31. august 2006
3. ↑  Forstærkninger til Viborg Politiken, 31. august 2006
4. ↑  Røverkøbet Raoul B.T. 18. september 2006
5. ↑  Video: Saksesparksmål i debut efter 2. min Video fra Youtube.com
6. ↑  Superliga statistik (Webside ikke længere tilgængelig) Netsuperligaen.dk